# Lemna valdiviana
Lemna valdiviana är en kallaväxtart som beskrevs av Rodolfo Amando Philippi. Lemna valdiviana ingår i släktet andmatssläktet, och familjen kallaväxter. Inga underarter finns listade.

## Bildgalleri

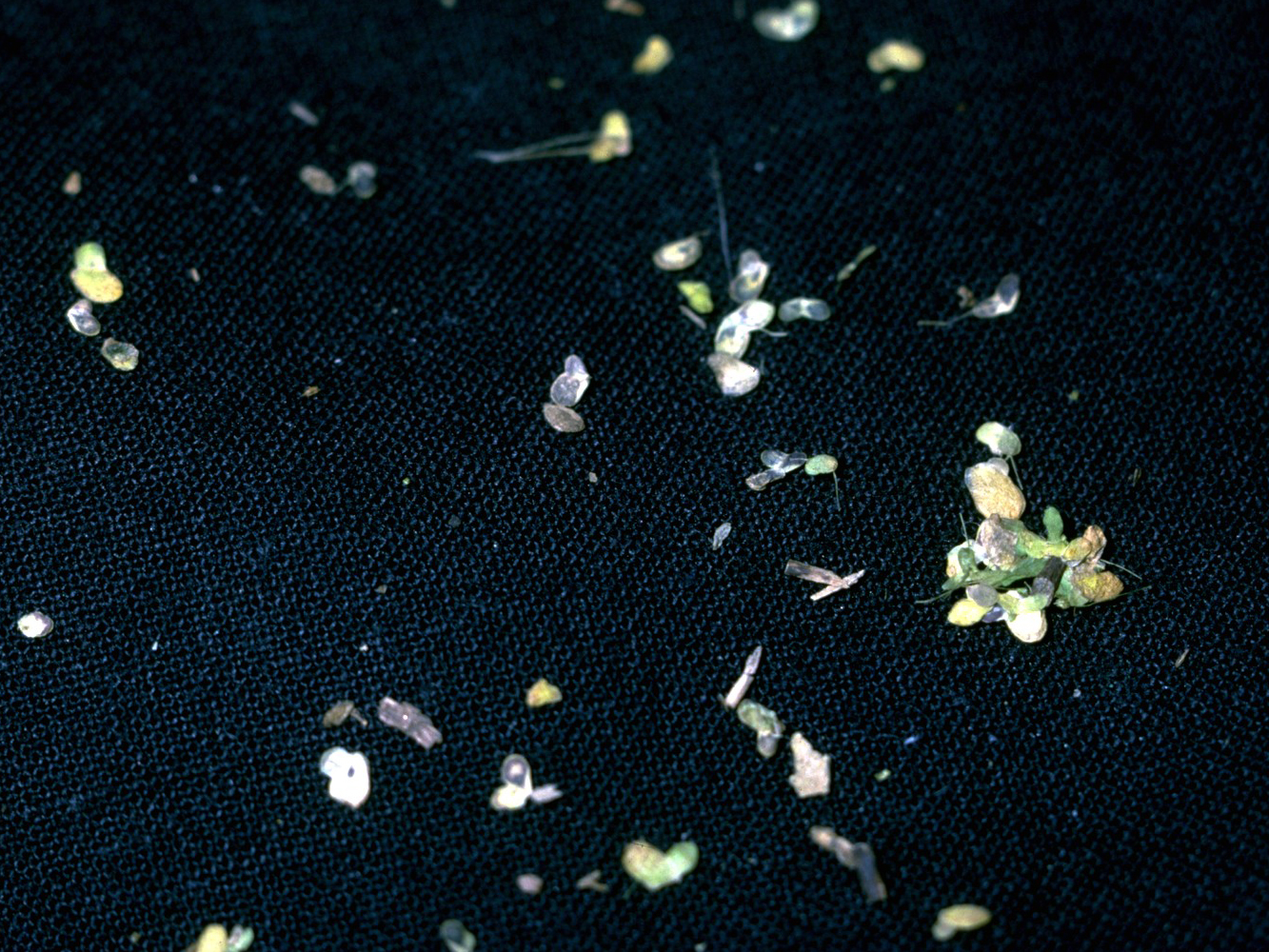